# Chirlane McCray
Chirlane McCray, född 29 november 1954 i Springfield, Massachusetts, är en amerikansk författare, poet, kommunikatör och politisk profil. Hon är gift med New Yorks borgmästare Bill de Blasio och är därmed "First Lady of New York City".